# Signac (Alta Garona)
Signac é uma comuna francesa na região administrativa de Occitânia, no departamento de Alta Garona. Estende-se por uma área de 3,51 km². Em 2010 a comuna tinha 49 habitantes (densidade: 14 hab./km²).